# Antoine Gillet
Antoine Gillet (Betrix, Bélgica, 22 de marzo de 1988) es un atleta belga, especialista en la prueba de 4x400 m en la que llegó a ser campeón europeo en 2012.

## Carrera deportiva
En el Campeonato Europeo de Atletismo de 2012 ganó la medalla de oro en los relevos 4x400 metros, con un tiempo de 3:01.09 segundos, llegando a la meta por delante de Reino Unido (plata) y Alemania (bronce), siendo sus compañeros de equipo: Jonathan Borlée, Jente Bouckaert y Kevin Borlée.